# Konarak-e ‘Olyā
Konarak-e ‘Olyā (persiska: Konarak-e Bālā, كُنرُك بالا, كَنارَكِ بالا, كُنَرَكِ بالا, کنرك علیا) är en ort i Iran.   Den ligger i provinsen Chahar Mahal och Bakhtiari, i den centrala delen av landet, 400 km söder om huvudstaden Teheran. Konarak-e ‘Olyā ligger 2 218 meter över havet och antalet invånare är 934.
Terrängen runt Konarak-e ‘Olyā är varierad. Runt Konarak-e ‘Olyā är det ganska glesbefolkat, med 38 invånare per kvadratkilometer. Närmaste större samhälle är Gandomān, 7,4 km norr om Konarak-e ‘Olyā. Trakten runt Konarak-e ‘Olyā består till största delen av jordbruksmark.